# Mons Pico
Mons Pico – samotna góra księżycowa leżąca w północnej części basenu Mare Imbrium, na południe od krateru Platon. Jest to pozostałość wewnętrznego pierścienia Mare Imbrium, który ciągnie się na północny zachód tworząc pasma Montes Teneriffe i Montes Recti. Jej nazwa prawdopodobnie pochodzi od góry na Teneryfie, a została nadana przez niemieckiego astronoma Johanna Hieronymusa Schrötera (1745-1816).
Mons Pico jest wydłużona z północnego zachodu na południowy wschód, ma długość 25 km i szerokość 15 km. Wznosi się na wysokość 2,4 km, podobną do tej, którą osiągają Montes Teneriffe. Mimo to szczyt, oświetlony przez Słońce pod kątem może tworzyć dobrze widoczne z Ziemi cienie, a to z powodu swojego odizolowanego położenia na morzu księżycowym.
Mniejsza góra na południe od Mons Pico oznaczana jest Pico B. Ta okolica morza jest godna uwagi ze względu na większą liczbę dorsów.

## Kratery satelickie
Standardowo formacje te na mapach księżycowych oznacza się przez umieszczenie litery po tej stronie centralnego punktu krateru, która jest bliższa Mons Pico.
| Pico | Szerokość | Długość | Średnica |
| ---- | --------- | ------- | -------- |
| B    | 46,5° N   | 15,3° W | 12 km    |
| C    | 47,2° N   | 6,6° W  | 5 km     |
| D    | 43,4° N   | 11,3° W | 7 km     |
| E    | 43,0° N   | 10,3° W | 9 km     |
| F    | 42,2° N   | 10,2° W | 4 km     |
| G    | 46,6° N   | 10,4° W | 4 km     |
| K    | 44,6° N   | 7,5° W  | 3 km     |

## Pico w kulturze masowej
Dziwne obiekty pojawiają się blisko Pico w powieści fantastycznonaukowej z 1957 roku Blast Off at Woomera angielskiego pisarza Hugh Waltersa (1910-1993), są one też opisane w jej kontynuacji The Domes of Pico i Operation Columbus.
Pico jest miejscem kulminacyjnej bitwy kosmicznej w powieści Arthura C. Clarke'a Earthlight i przelotnie wspomniana w noweli The Sentinel.